# Берч, Коллин
Ко́ллин «Ку́ки» Берч (англ. Colleen «Cooky» Bertsch) — американская кёрлингистка.
В составе женской сборной США участница чемпионата мира 1989 (заняли девятое место). Чемпионка США среди женщин.

## Достижения
- Чемпионат США по кёрлингу среди женщин: золото (1989).

## Команды
| Сезон   | Четвёртый    | Третий       | Второй      | Первый          | Турниры                        |
| ------- | ------------ | ------------ | ----------- | --------------- | ------------------------------ |
| 1988—89 | Джен Лагасси | Джени Какела | Коллин Берч | Айлин Микельсон | ЧСШАЖ 1989 · ЧМ 1989 (9 место) |

(скипы выделены полужирным шрифтом)